# Лысенко, Анатолий Александрович
Анатолий Александрович Лысенко (30 декабря 1940, Чернигов — 22 декабря 2020, Чернигов) — украинский советский хозяйственный деятель, украинский политик, народный депутат Украины.

## Биография
В 1958—1963 годах — студент Киевского технологического института легкой промышленности, окончил институт по специальности инженер-технолог.
Служил в Советской армии.
Член КПСС с 1966 по 1991 год.
Работал на Черниговском производственном объединении «Химволокно» мастером цеха, инженером, начальником производства.
В 1977—1980 годах — студент Киевского технологического института легкой промышленности, окончил институт по специальности инженер-экономист.
В 1985—1987 годах — директор Черниговской фабрики резинотехнических изделий.
С 1987 по февраль 2002 года — директор Черниговского производственного объединения «Химволокно» имени 50-летия Октябрьской революции; председатель правления — генеральный директор ОАО «Черниговское предприятие „Химволокно“».
18 марта 1990 года избран народным депутатом Украины, 2-й тур, набрав 48,55 % голосов, при 14 кандидатах. Член Комиссии Верховной Рады Украины по вопросам планирования, бюджета, финансов и цен.
Был председателем правления Ассоциации предприятий малого и среднего бизнеса Черниговщины.